# Општина Стара Беба
Општина Стара Беба (рум. Beba Veche) је сеоска општина у округу Тимиш у западној Румунији.

## Природни услови
Општина Стара Беба се налази у источном, румунском Банату. Истовремено је то најзападнија општина Румуније, на тромеђи са Србијом и Мађарском. Општина је равничарског карактера, а северна граница општине према Мађарској је река Мориш.

## Становништво и насеља
Општина Стара Беба имала је по последњем попису 2002. године 1.600 становника, од чега Румуни чине 61%, а Мађари 35%.
Општина се састоји из 3 насеља:
- Крстур
- Пордеану
- Стара Беба - седиште општине